# Бодуров, Любомир
Любомир Бодуров (болг. Любомир Бодуров; 14 ноября 1925, Бургас — апрель 1992) — болгарский певец (драматический тенор).
Окончил Софийскую консерваторию, ученик Констанцы Кировой. Дебютировал в 1950 году как певец оперетты. Лауреат Международного музыкального фестиваля «Пражская весна» (1954). В 1955—1956 годах стажировался в Москве в Большом театре — в частности, пел Дона Хозе в постановке «Кармен», в которой дебютировала на сцене Большого Ирина Архипова. С 1957 года — солист Софийской народной оперы. Народный артист НРБ. Лауреат Димитровской премии (1959).

## Биография
Родился 14 октября 1925 года в городе Бургас в артистической семье. С детства пел в самодеятельности. Начал учиться пение у Георгия Златева-Черкина. В возрасте 24-х лет решил стать профессиональным певцом, уехал в Софию и поступил в хор «Гусла».
В 1950 году по конкурсу поступил в недавно открытый Государственного музыкального театра, комиссия оценила голос Бодурова и его сценическую внешность, что редко встречается у в теноров. Дебют состоялся 13 апреля 1950 года в роли Адама в оперетте «Продавец птиц» Карла Целлера, радиозапись арии из этой оперетты принесла Бодурову известность. Служил в Оперетте до 1957 года. Одновременно учился вокалу у педагога консерватории и Софийской оперы, меццо-сопрано Констанцы Кировой.

## Творческая активность
В 1956 году специализировался в СССР, 1 апреля дебютировал в Большом театре в Москве в роли Хозе в «Кармен» Ж. Бизе и подготовил роль Германа в «Пиковой даме» П. И. Чайковского. В 1957 приглашён на должность штатного солиста в Софийскую оперу, где дебютировал с партиями Хозе и Германа. Из нашей национальной сцены из впервые также роли Дона Хосе и «Пиковой даме». За дебютом последовали приглашения на гастроли и победы на конкурсах.
За 36 сезонов в Софийской опере Бодуров исполнил множество ролей классического оперного репертуара - русского, итальянского, немецкого, — а также участвовал в постановках новых опер, таких как «Мастера» П. Хаджиева, «Ивайло» М. Големинова, оперы А. Райчева, Л. Пипкова, А. Йосифов и других. Исполнял все основные теноровые партии в произведениях Верди, Пуччини, Масканьи, Доницетти, Бизе, Гуно, Чайковского, Прокофьева и др. Среди них, в первую очередь, Дон Карлос, Хозе, Лоэнгрин, Садко, Каварадосси и другие. Выступал вместе с такими артистами, как Борис Христов, Николай Гяуров, Никола Гюзелев, Асен Селимский, Асен Герджиков. Был партнером оперных див: Гены Димитровой, Кати Поповой, Александрины Милчевой, Юлии Винер-Ченишевой, Марии Бохачек, Нади Афеян и других.
Выходил на оперные сцены в Праге, Брно, Братиславе, Бухаресте, Синае, Варшаве, Афинах. Неизменно получал хвалебные отзывы зарубежных критиков.
В 1986 году Бодуров серьёзно заболел и был вынужден прекратить певческую карьеру. Умер в апреле 1992 года в Софии в возрасте 66 лет.

## Награды
- Лауреат международного конкурса «Эмма Дестинова и Карел Буриан» в Праге (1954)
- Лауреат V Всемирного фестиваля молодежи и студентов в Варшаве (1955)